# Львовка (Башкортостан)
Львовка (баш. Львовка) — деревня в Фёдоровском районе Башкортостана, относится к Пугачёвскому сельсовету.  
Официально образована в 2005 году (Закон «О внесении изменений в административно-территориальное устройство Республики Башкортостан в связи с образованием, объединением, упразднением и изменением статуса населенных пунктов, переносом административных центров» от 20 июля 2005 года, № 211-з (Принят Государственным Собранием — Курултаем Республики Башкортостан 7 июля 2005 года), ст. 1, п.6).

## Население
| 2010 |
| ---- |
| 18   |